# Светотехническое оборудование летательных аппаратов
Светотехническое оборудование летательного аппарата — Источники света снаружи и внутри самолета (Летательного аппарата).
Светотехническое оборудование летательного аппарата предназначено для обеспечения работы экипажа летательного аппарата в сложных метеорологических условиях полёта и ночью, для сигнализации, а также для наземных работ с летательным аппаратом в ночных условиях и внутри его конструкции.
В зависимости от назначения (расположения) различают:
- внешнее светотехническое оборудование;
- внутреннее светотехническое оборудование.

## История
Стационарным осветительным оборудованием на самолётах озаботились с появлением насущной необходимости выполнения полётов в тёмное время суток. Так, например, на самолёте ТБ-1 (1925 год) уже имелись две посадочные фары и примитивное освещение кабин. Бортовая сеть на этом самолёте была на напряжение 12 вольт и питалась в полёте от динамо-машин, раскручиваемых потоком воздуха, на земле для питания освещения использовался бортовой свинцовый аккумулятор.
На самолёте И-16 (1933 год) уже были цветные навигационные огни в законцовках плоскостей крыла. Для освещения приборной доски пилота использовались две лампы накаливания на 24 в мощностью по 5 вт каждая.
Для обеспечения видимости надписей, показаний приборов и элементов коммутации в то время широко стала применяться светомасса постоянного свечения на основе солей радия, в дальнейшем стали применять светомассу временного действия с постоянной подсветкой в полёте лампами ультрафиолетового облучения УФО, с невидимым для человеческого глаза спектром свечения (как пример, Ли-2, 1941 год). Приборные доски и вся арматура кабины  окрашивались в чёрный матовый цвет, не дающий бликов.
Несмотря на все достоинства такого решения, светомасса имела большой недостаток: она вызывала утомляемость зрения экипажей при длительных полётах вплоть до зрительных галлюцинаций, поэтому во второй половине 20 века был выполнен ряд научных работ по значительному улучшению эргономичности рабочих мест в летательных аппаратах. Был полностью пересмотрен интерьер кабин, разработчики отказались от чёрных и тёмных цветов и примитивного освещения. Стало широко использоваться местное освещение, шкалы и надписи с подсветкой, бестеневое красное освещение с плавной регулировкой яркости света (например, МиГ-21, 1956 год).
В относительно современных ЛА светотехническое оборудование представляет собой достаточно сложную систему с применением электронных компонентов, а количество ламп освещения различных типов исчисляется сотнями (например, только на освещение кабины экипажа в бомбардировщике Ту-22М3 (1983 год) установлено около 500 ламп накаливания четырёх типов).

## Внешнее светотехническое оборудование
Внешнее устанавливается на крыле, фюзеляже, хвостовом оперении и предназначается для предотвращения столкновений в воздухе и на земле, освещения взлётно-посадочной полосы и рулёжной дорожки при взлёте, посадке и рулении по аэродрому. Подразделяется на светосигнальное и осветительное. К светосигнальному оборудованию относятся проблесковые (импульсные) маяки и бортовые аэронавигационные огни (БАНО). Широко распространены светильники типа БАНО-57 с односторонними зеркальными лампами СМЗ28-70, светильники АНО-4А с галогенными лампами КГСМ-27-4с, светильники БАНО-45 с зеркальной лампой СМ-22 (СМ28-28). Хвостовые огни, используемые на летательных аппаратах: ХС-57, ХС-62, ХС-39 и др.

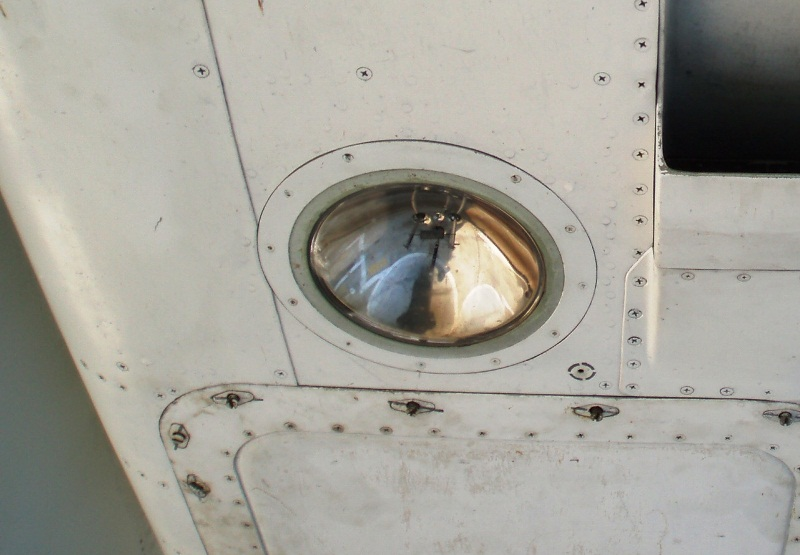
Фара ПРФ-4М в убранном (полётном) положении.

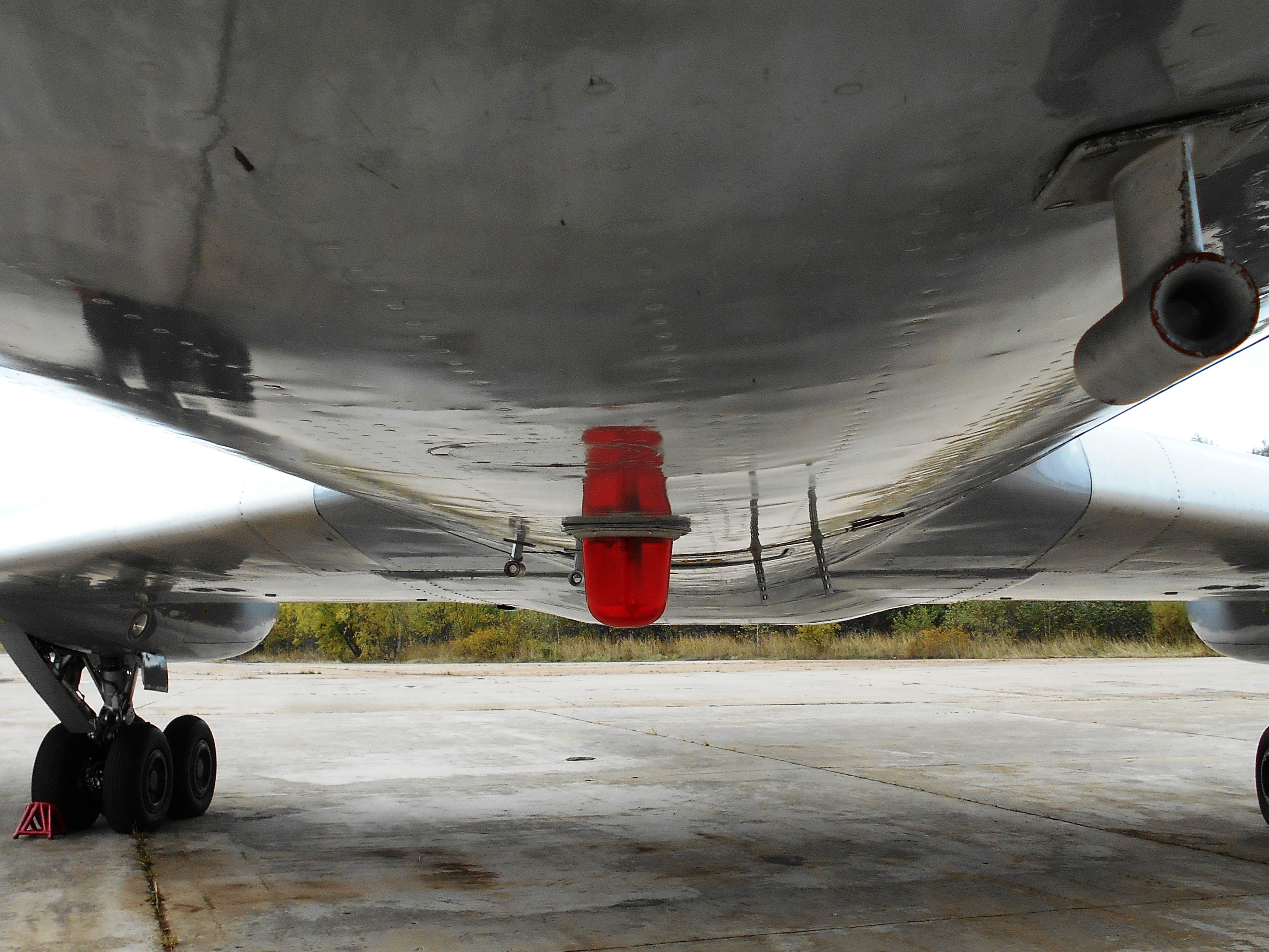
Нижний импульсный проблесковый маяк на Ту-134

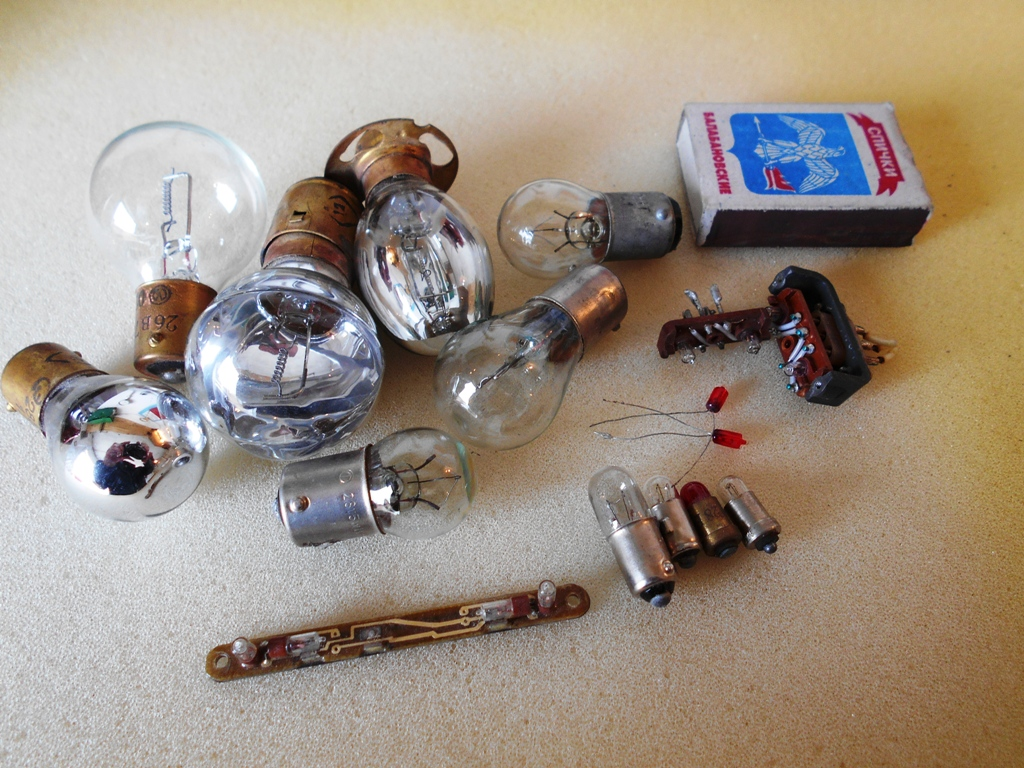
Авиационные лампы накаливания разных типов, мощностью от 0,2 до 70 ватт, самая большая — зеркальная СМЗ28-70

Типовое осветительное оборудование состоит из посадочных, рулёжных и посадочно-рулёжных фар, фар освещения передней кромки крыла, воздухозаборников, фар подсветки опознавательных знаков (эмблем). Фары бывают выдвижными и невыдвижными. Посадочно-рулёжные фары (ПРФ) могут быть выполнены как в едином блоке (лампа-фара) с одной или двумя нитями накаливания, так и в виде самостоятельных изделий (типа рулёжной фары ФР-100 мощностью 70 Вт). Посадочно-рулёжные лампы-фары обычно монтируются в выдвижном каркасе с электроприводом, позволяющим их убирать в полёте в обвод фюзеляжа или крыла и выпускать на строго фиксированный угол при взлёте-посадке. В ряде случаев рулёжные фары стационарно монтируются на стойках шасси или внутри передней кромки крыла.

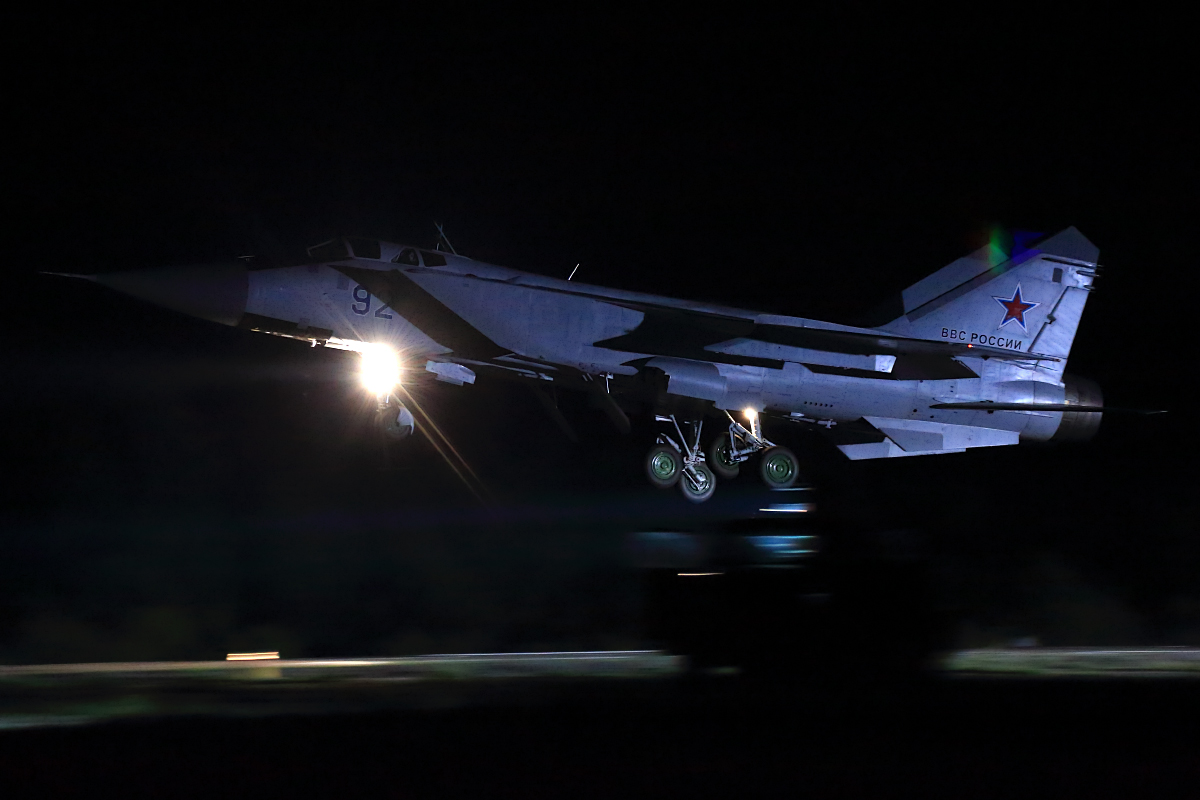
Посадка МиГ-31

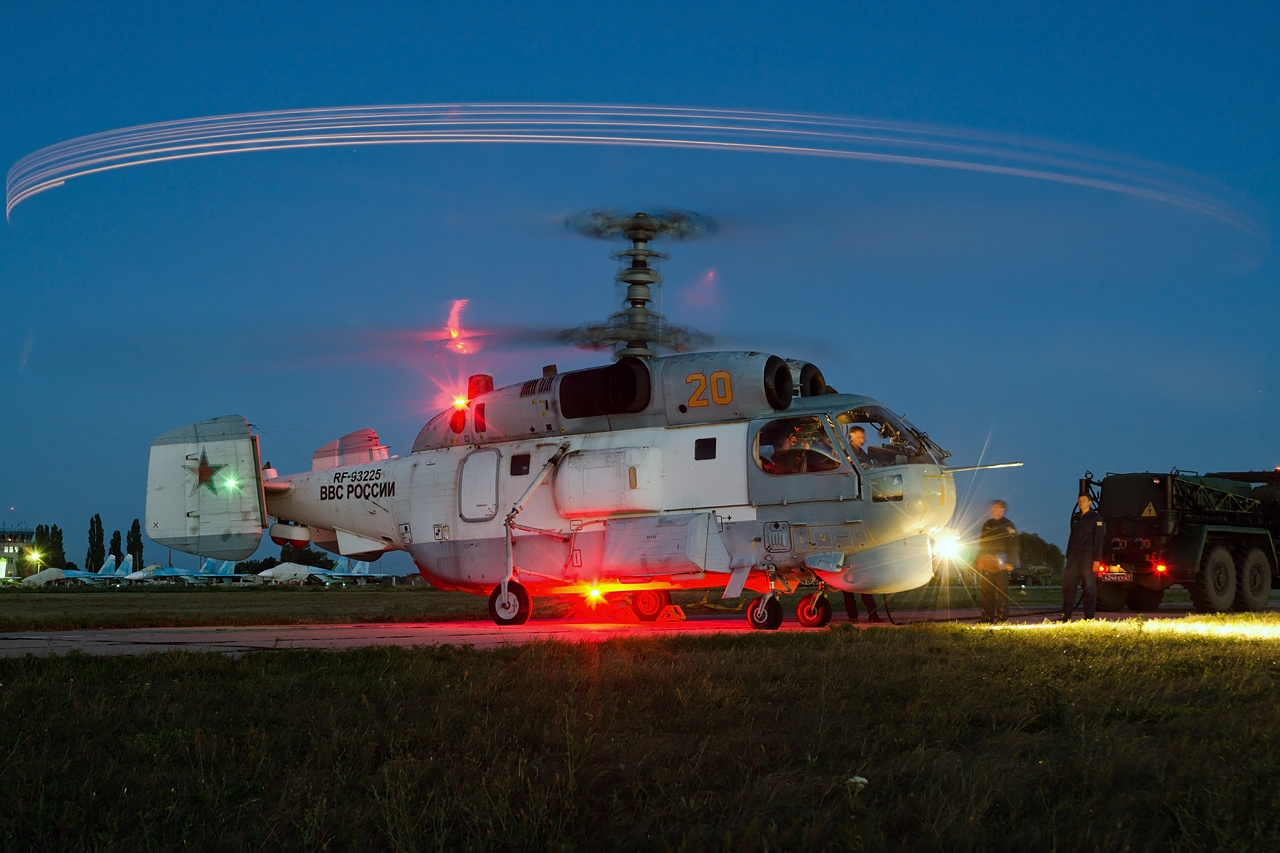
Вертолёт Ка-27ПС. Хорошо видно фары, проблесковые огни и контурные огни на законцовках лопастей верхней колонки винта

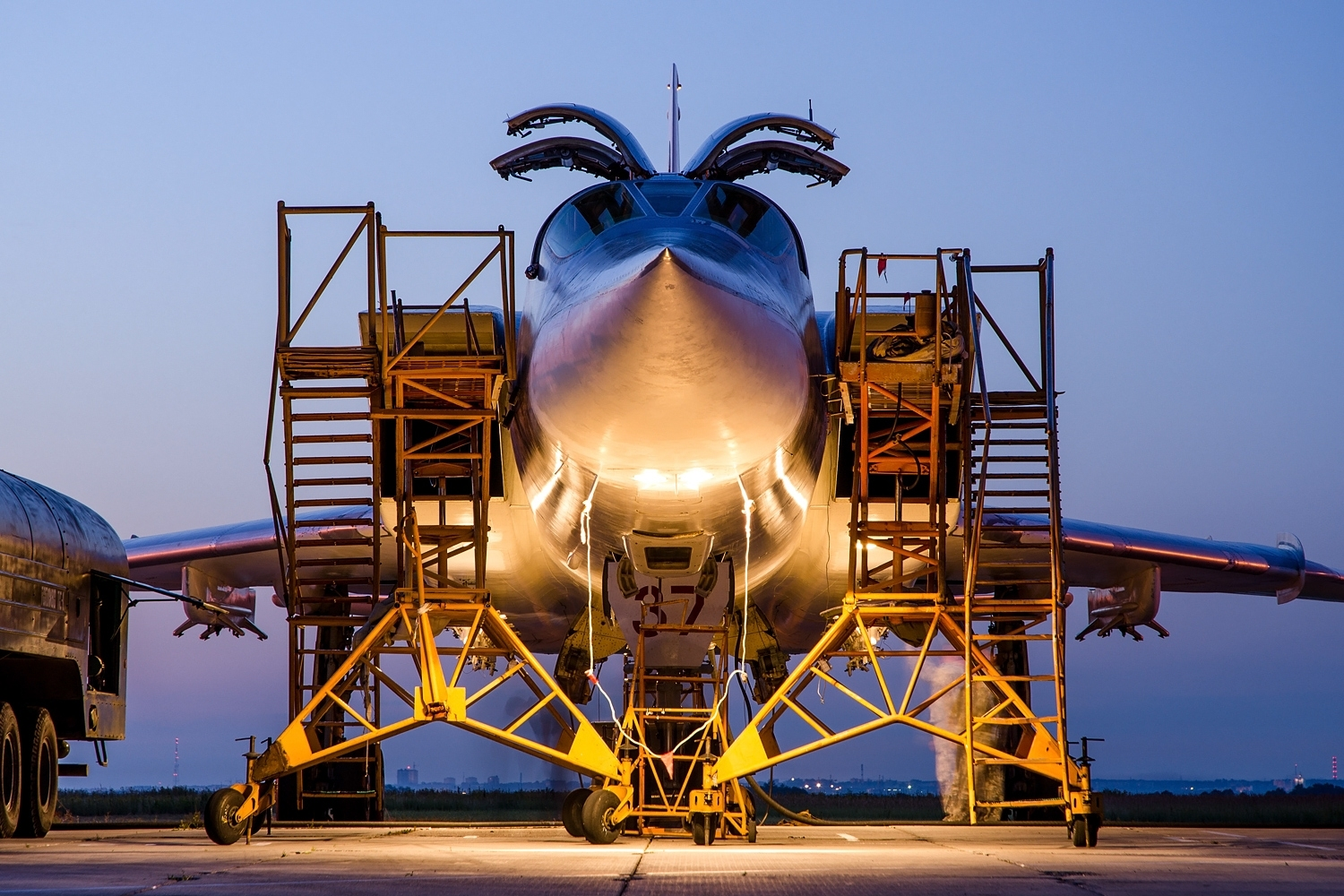
Четыре посадочно-рулёжные фары ПРФ-4М самолёта Ту-22М3 освещают малым светом (4х150 Вт) пространство под самолётом

На советских вертолётах нашли применение поисково-посадочные фары типа ФПП-7(М), особенность которых в том, что они могут не только выпускаться в продольной плоскости, но и наклонять лампу-фару в поперечной плоскости, что позволяет освещать места аварийно-спасательных и погрузочно-разгрузочных работ, производимых с вертолёта, отыскивать посадочную площадку в ночное время. Управляется такая фара с помощью специального четырёхконтактного с нейтралью нажимного выключателя (кнюппеля), расположенного на ручке «ШАГ-ГАЗ». В связи со сложностью уборки «в гнездо» такой фары, особенно после многократных перемещений её в разных направлениях, в механизме фары ФПП-7 используется схема автоматической уборки. Источником света в фаре ФПП-7 служит лампа-фара ЛФС-ПС27-450. Механизм выпуска-уборки имеет привод от электромеханизма ПДЗ-8, механизм поворота светооптической системы приводится в действие ещё одним ПДЗ-8.

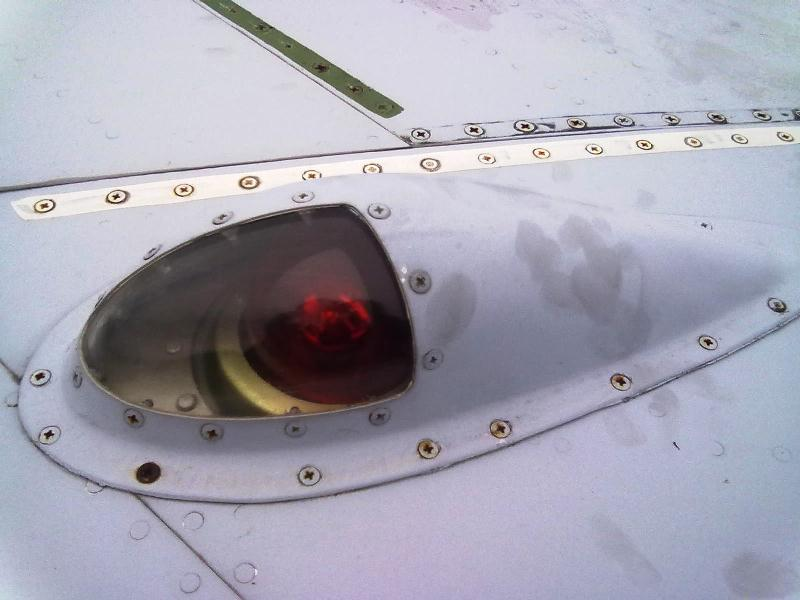
БАНО-57 красный (левый)

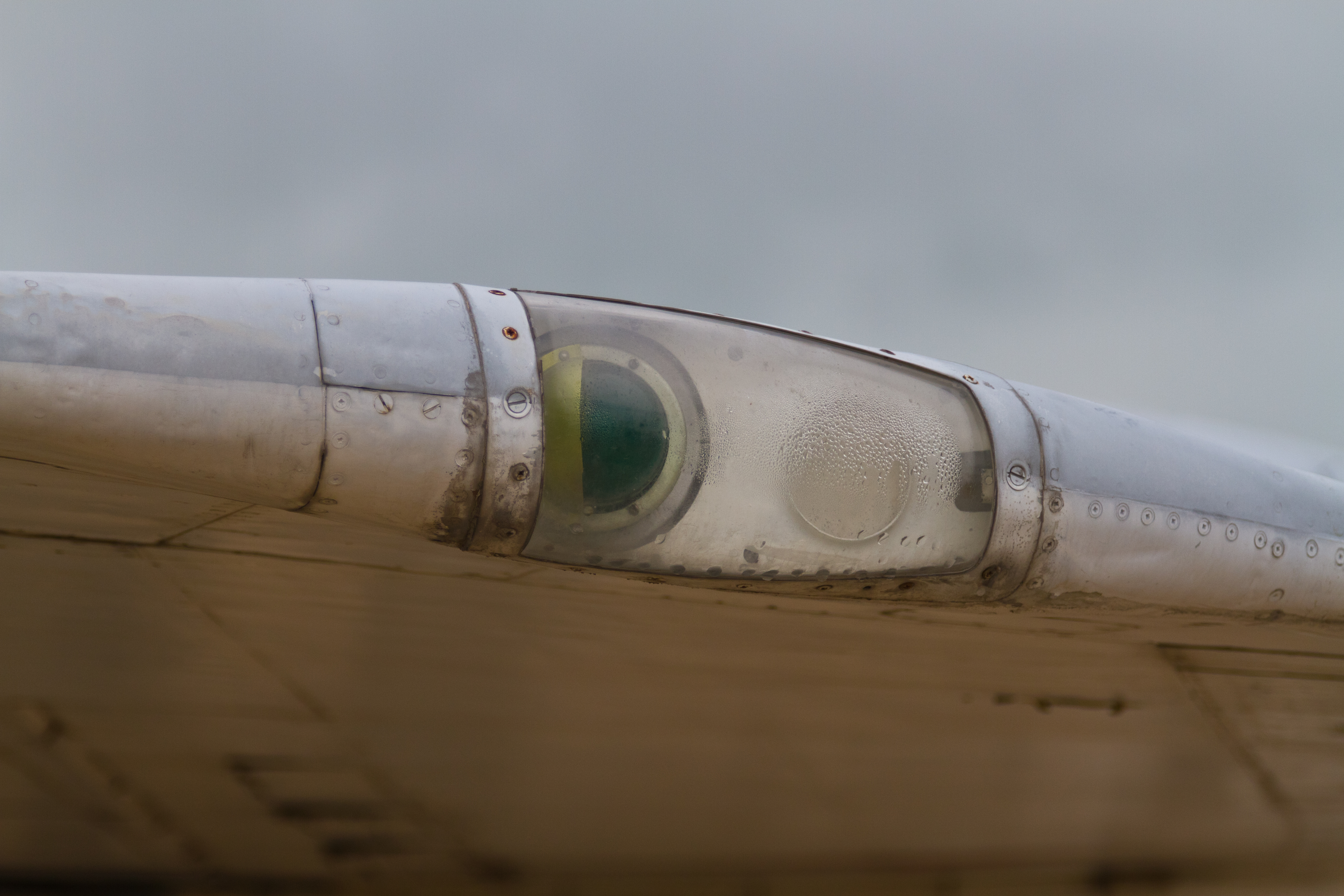
АНО-4А в законцовке правой плоскости

Аэронавигационные огни обычно состоят из боковых огней на консолях плоскостей: левый — красный, правый — зелёный, а также хвостового белого огня (на пассажирских и некоторых транспортных самолётах также применяются белые габаритные огни на задней части законцовок плоскостей, например отечественные ОГ-57 под лампу СМ-28-80). Расположение светильников и точная фокусировка ламп аэронавигационных огней позволяют стороннему наблюдателю в ночное время определять пространственное положение и направление движения летательного аппарата.
Для лучшей заметности в электросхему БАНО часто вводят элементы для получения прерывистого свечения (мигания). Электросхема управления АНО может быть собрана в одной из распределительных панелей бортсети, также на ряде типов отечественных ЛА используется блок управления АНО типа БУАНО-76, выполненный в виде стандартной легкосъёмной кассеты. БУАНО-76 позволяет получить непрерывное или импульсное горение навигационных огней, а также позволяет ступенчато регулировать мощность свечения ламп АНО в трёх позициях.
На военных машинах для лучшей ориентации в строю при выполнении групповых полётов ночью применяются огни полёта строем типа ОПС-57, ОПС-69 или ПССО-45, имеющие жёлтые или синие светофильтры соответственно и направленность светового потока назад под углом 45 градусов. Часто применяется расположение строевых огней в виде буквы «Т» на «спине» летательного аппарата.
На ряде самолётов применяются сигнальные огни выпущенного положения шасси — СОВШ, сигнализирующие наземному наблюдателю в ночное время о выходе стоек шасси. Впрочем, и посадочно-рулёжные фары, помимо своей основной функции — освещения в ночное время ВПП и РД, также используются для обозначения взлетающего или находящегося на глиссаде самолёта в дневное время. Самолёт при этом хорошо видно ввиду огромной мощности ламп-фар — так, ПРФ-4М в «большом свете» имеют мощность 600 вт, ПРФ-4МП — 1000 вт каждая.
Для подсвета штанги топливоприёмника и конуса самолёта-заправщика при выполнении воздушной дозаправки в тёмное время суток на самолётах в носовой части могут устанавливаться фары подсвета штанги (ФПШ), конструктивно подобные фарам ПРФ, но меньшей мощности. Для обозначения контакта конуса и штанги оператору заправки в передней кромке киля (форкиле) заправляемого самолёта расположен сигнальный огонь «сцепка», белый или зелёный.
На многих воздушных судах для освещения стоянки при выполнении различных технических работ в ночное время используются посадочно-рулёжные фары, включённые на малую мощность, что пагубно отражается на их ресурсе. Более современные ВС имеют специальное нижнее освещение из групп светильников, иногда полностью по контуру машины.
На вертолётах для светового обозначения контура плоскости, ометаемой несущим винтом, используются контурные огни. Внутри концевых обтекателей лопастей устанавливаются специальные малогабаритные лампы типа СЦ-88, закрытые прозрачными обтекателями из оргстекла. Напряжение питания этих ламп составляет 7,5 вольт, которые получают с помощью трансформатора типа ТН-115/7,5. Подвод питания к лопастям производится через кольцевой токосъёмник на втулке несущего винта.
На пассажирских (коммерческих) самолётах в хвостовой части устанавливаются фары подсвета киля, для освещения в ночное время эмблемы авиакомпании — владельца воздушного судна.
Также на некоторых типах ЛА могут применяться габаритные, кодовые и сигнальные огни.

## Внутреннее светотехническое оборудование
Освещение кабины и рабочих мест экипажа на самолётах первоначально выполнялась обычными лампами накаливания. В дальнейшем стали широко применять шкалы приборов и надписи на приборных досках, выполненные светонакопительной массой, с подсветкой приборных досок светильниками ультрафиолетового облучения (УФО). В качестве арматуры применялись стационарно установленные световые приборы с самолётными ртутными люминесцентными лампами УФО-4 с подогревом катода и УФО-4А с автоматическим зажиганием. Отражатель светового прибора закрывается чёрным светофильтром, пропускающем только УФ-лучи. Часть светильников комплектовалась сдвижными светофильтрами, при поворачивании освобождающими сектор отражателя - в этом случае происходит освещение приборной доски слабым белым люминесцентным светом. Мощность лампы составляет максимально 6,4 Вт при введённом омическом сопротивлении 30 Ом, при этом эффективность свечения лампы составляет 135 % от номинала. Все УФ-светильники работают только со специально разработанными для них ползунковыми реостатами, с помощью которых происходит первичный запуск лампы и дальнейшее поддержание необходимого уровня мощности.
Для общего освещения в полёте предназначались различные потолочные плафоны белого или синего света.
Недостатки этого оборудования заставили кардинально изменить систему освещения кабин.

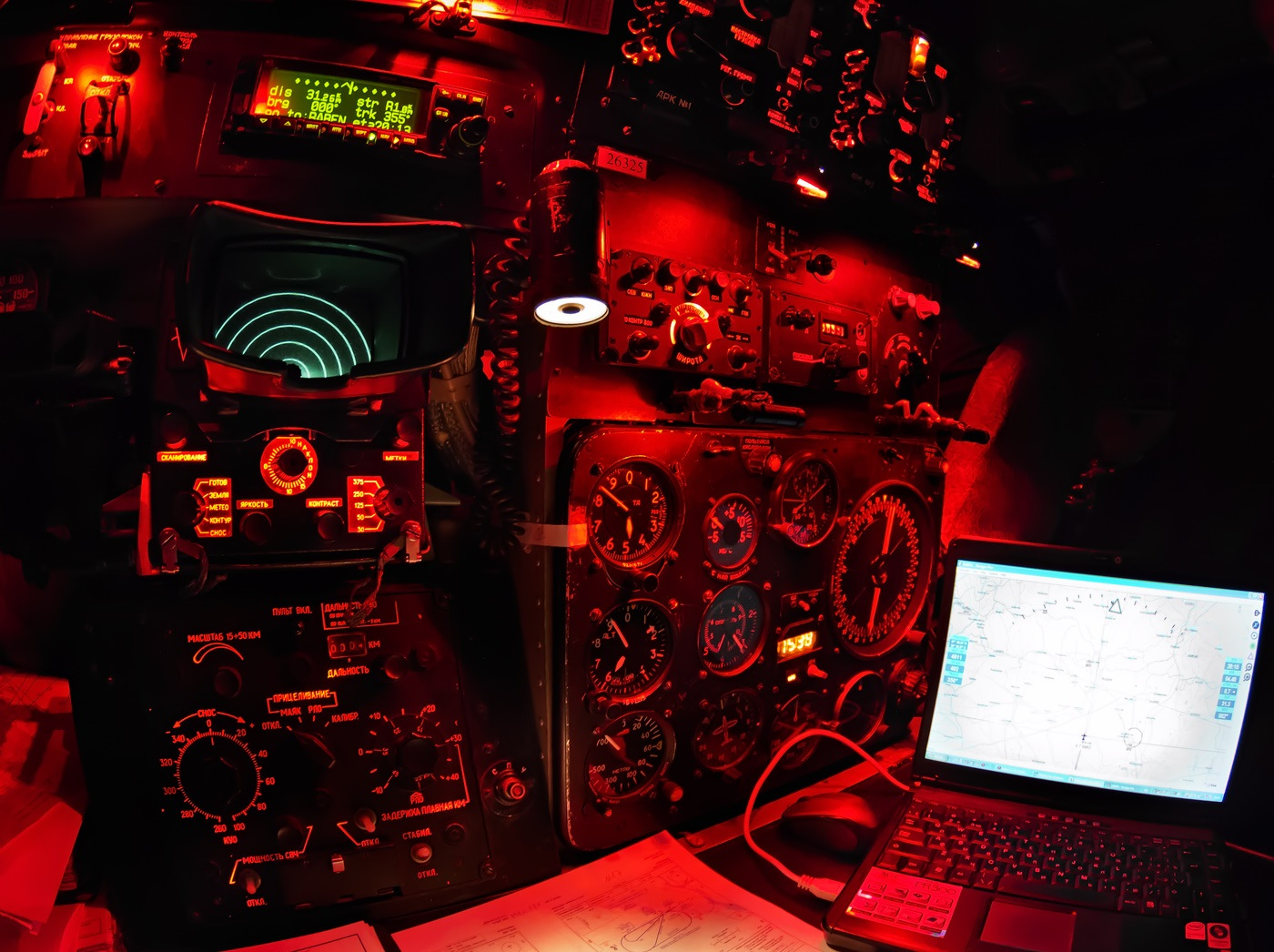
Красное освещение кабины Ан-26

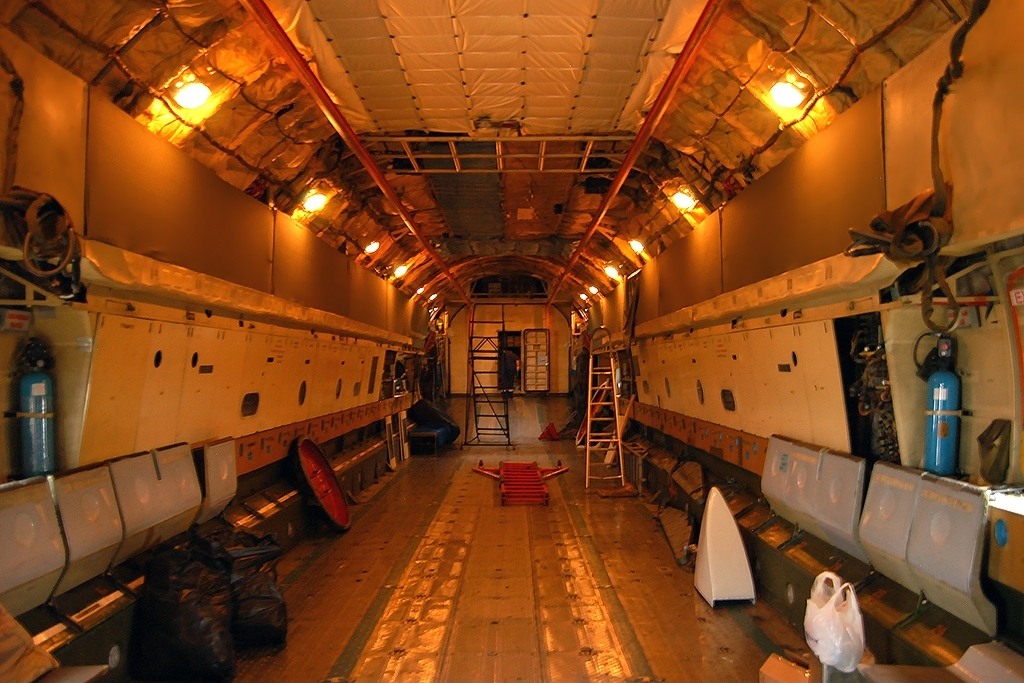
Потолочное освещение грузовой кабины Ил-76

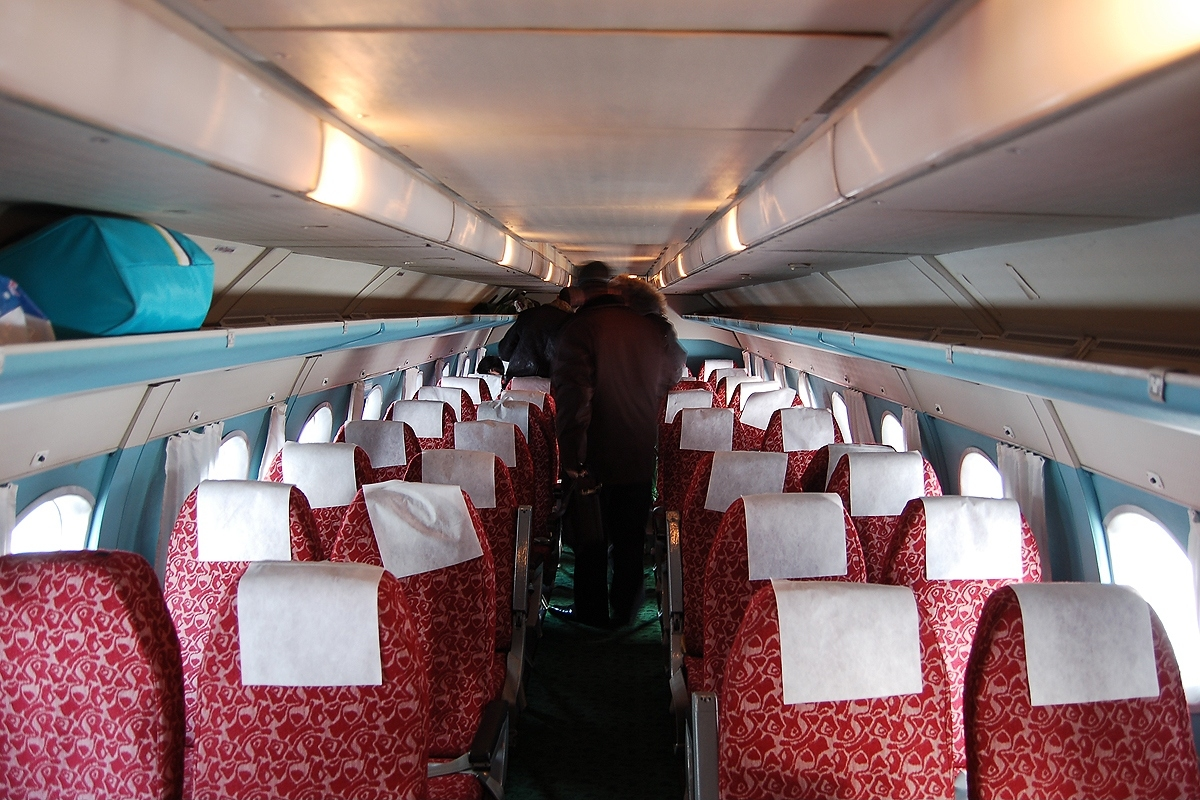
Освещение салона Ан-24

Отечественные летательные аппараты, разработанные в 70-х годах 20 века и позже, имеют для снижения утомляемости зрения у экипажа матово-зелёную (изумрудную) или серо-голубую окраску приборных досок, щитков и панелей кабины. Для снижения времени адаптации зрения при переводе взгляда с приборных досок на внекабинные объекты при выполнении ночного полёта широко применяется красное освещение многоламповыми светильниками, не дающими теней, с плавной регулировкой яркости света и местное точечное освещение, а также светящиеся красным надписи и символы. Так как в красном свете зелёная кабина кажется коричневой, а красная окраска аварийных органов управления не различается совершенно, то вся аварийная раскраска выполняется в косую полоску с чередованием красных и зелёных, а также красных и белых линий.
Белое освещение применяется на земле, и в полёте — при необходимости, и реализуется теми же светильниками, что и красное, переключением групп ламп. Собственно светильник состоит из прямоугольного светопровода в корпусе с системой подвижного крепления, в котором на равном расстоянии монтируются лампы накаливания. Обычно красные лампы чередуются с белыми. Применяются лампы типа СМ28-2,8 белые, СМК28-2,8 красные и СМ-37, СМК-37 на 27 или 6,3 В, также на лампах на 6,3 вольта выполняется встроенный подсвет приборов. Схема регулировки яркости 27-вольтовых ламп может быть собрана в распределительных коробках (РК) или блоках освещения (БО). Принцип регулировки основан на изменении тока перехода «коллектор-эмиттер» мощного транзистора при соответствующем изменении тока базы. В цепи базы каждого транзистора установлен переменный резистор, выведенный на щиток управления освещением, а в эмиттерную цепь включена нагрузка — группы ламп светильников. Переключение «красное — белое» производится группами реле. В более простом варианте для регулировки яркости ламп применяются мощные переменные сопротивления (реостаты). Лампы же на 6,3 В питаются переменным током через трансформаторы Тр-60 или Тр-100 со ступенчатым регулированием или РНМ-1 (регулятор напряжения малогабаритный) с плавным регулированием (по типу ЛАТРа). Трансформаторы понижают 115 вольт до 6,3.

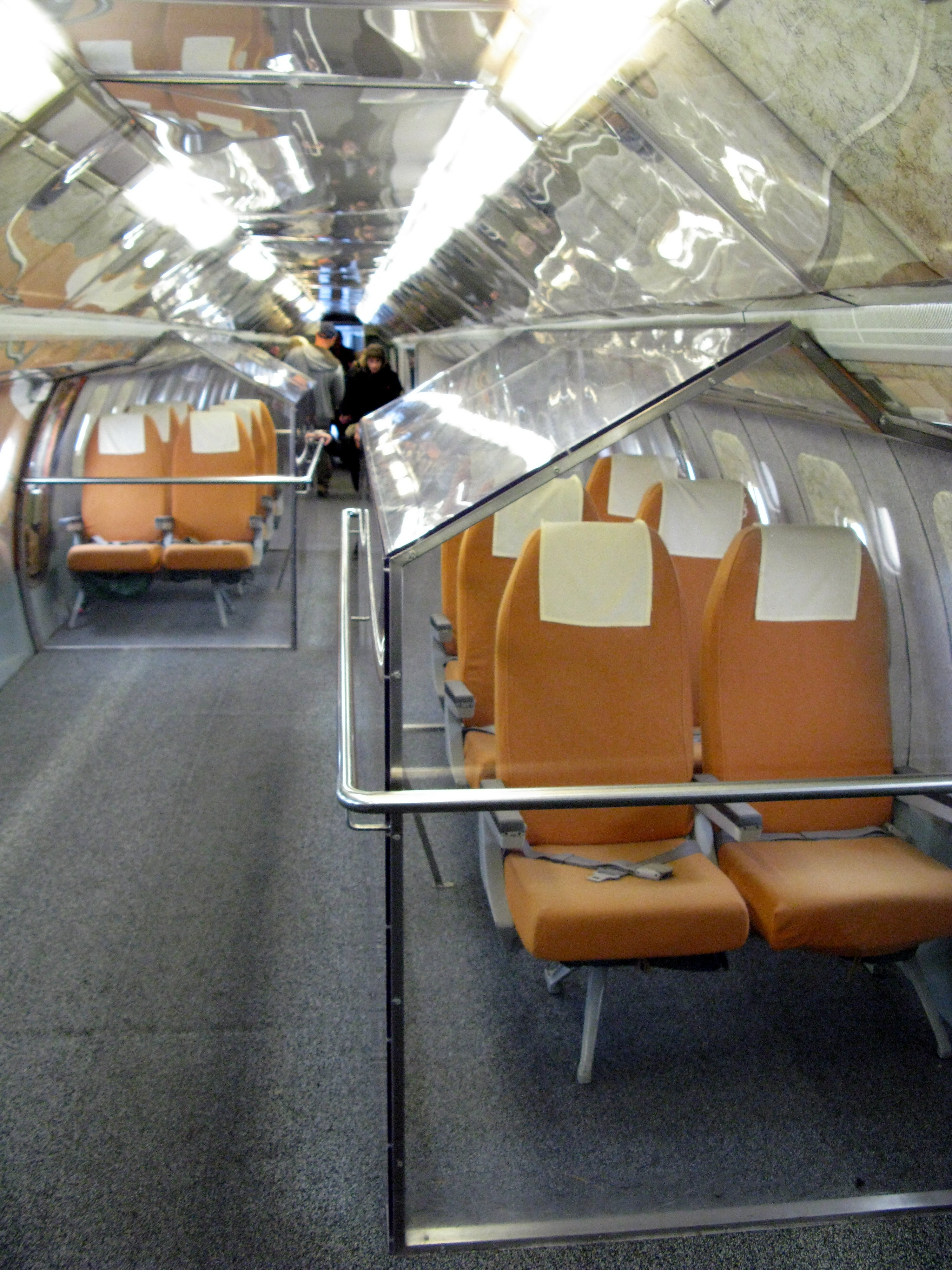
Верхнее освещение салона Ту-144

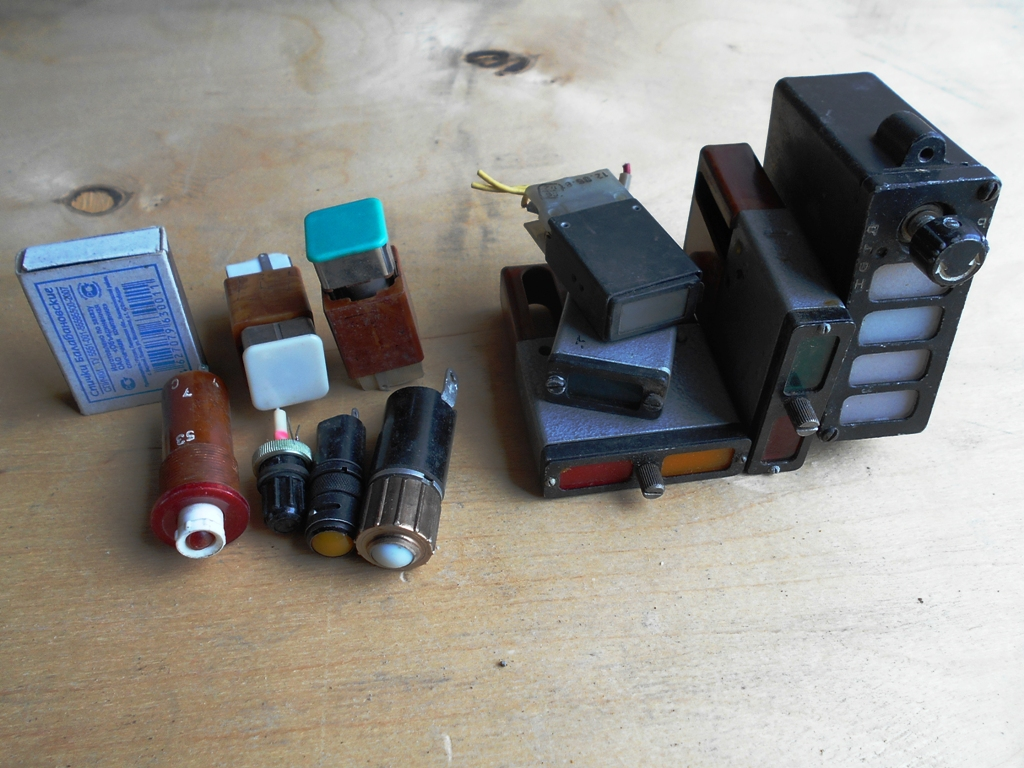
Авиационная светосигнальная арматура - патроны со светофильтрами, табло, кнопки-лампы разных типов

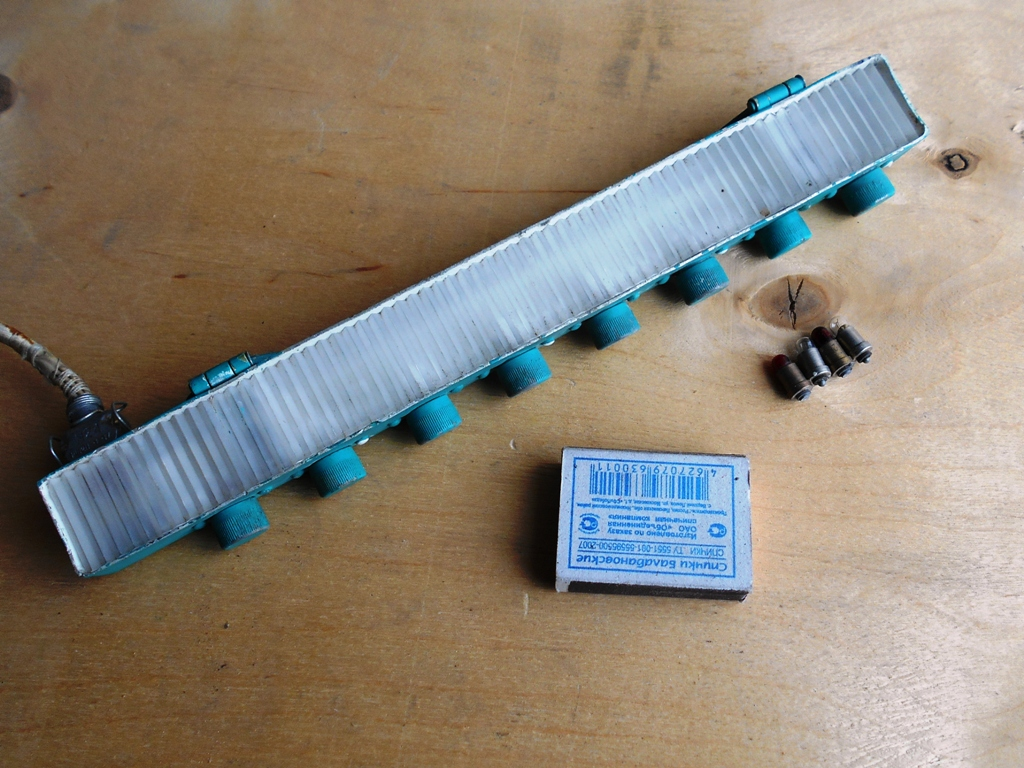
Самолётный бестеневой светильник красно-белого освещения под лампочки СМ-37

Дежурное освещение кабин применяется при работах в кабине самолёта на земле. Могут использоваться самостоятельные плафоны для освещения проходов и рабочих мест или дополнительные лампы белого освещения в рабочих светильниках красно-белого освещения, или плафоны ПС-45, П-39, и аналогичные.
Кроме того, для местного освещения приборов и щитков на всех типах летательных аппаратов широко применяются одиночные светильники типа СМ-1БМ (белый), СМ-1КМ (красный), С-60, С-80, щелевые красные СВ, щелевые белые СВБ. Некоторые пульты управления покупных изделий имеют встроенную красную подсветку надписей и символов с помощью арматуры подсвета АПМ, а на вертолётах подсветка АПМ используются практически на всех электрощитках и панелях.
В качестве аварийных источников света используются стандартные светильники СБК, которые устанавливаются на легкосъёмном подвижном основании или шарнирном подкосе. Эти светильники имеют собственную встроенную регулировку яркости света и переключаемый красно-белый светофильтр. В СБК устанавливается малогабаритная лампа СМ28-4,8.
В освещении техотсеков самолётов широко распространены светильники П-39 и ПС-45. Эти светильники монтируются на шарнирных основаниях, на подкосах или заподлицо с панелями внутренней обшивки отсеков. Иногда на них применяется белое матовое стекло-рассеиватель, но чаще установлена защитная сетка. Устанавливаются и плафоны с люминесцентными лампами дневного света, запитанные от бортовой сети переменного тока.
Освещение пассажирских салонов обычно делится на общее, ночное, дежурное и индивидуальное. Лампы общего, ночного и дежурного освещения расположены в общем световом коробе, обычно на потолке вдоль всего пассажирского салона. Часто применяются лампы дневного света типа ЛТБ и лампы накаливания. Группы ламп накаливания образуют ночное и дежурное освещение. Дежурное освещение включается при неработающих двигателях и отсутствии наземного аэродромного питания — от аккумуляторов. В коробе общего освещения через определённые интервалы включаются плафоны с лампочками, а также плафоны освещения входных дверей, плафоны освещения вестибюля, кухни, туалетов. Для индивидуального освещения пассажирских мест применяются точечные светильники, вмонтированные в багажные полки. Управление освещением в салонах осуществляется со щитка бортпроводника.